# Fulkerson-díj
A Fulkerson-díj a kiemelkedő diszkrét matematikai cikkekért járó, Delbert Ray Fulkersonról elnevezett kitüntetés, amelyet a Mathematical Programming Society (MPS) és az American Mathematical Society (AMS) közösen oszt ki az MPS háromévente rendezett nemzetközi ülésén. Az 1500 dollár értékű díjat egyszerre legfeljebb hárman kapják meg.

## Díjazottak
- 1979:
  - Richard M. Karp számos fontos NP-teljes probléma osztályozásáért.[1]
  - Kenneth Appel és Wolfgang Haken a négyszíntételért.[2]
  - Paul Seymour a maximális folyam-minimális vágás tétel általánosításáért matroidokra.[3]
- 1982:
  - D.B. Judin, Arkadi Nemirovski, Leonid Khachiyan, Martin Grötschel, Lovász László és Alexander Schrijver a lineáris programozásban és a kombinatorikus optimalizálásban használt ellipszoid-módszerért.[4][5][6][7]
  - G. P. Egorychev és D. I. Falikman van der Waerden sejtésének bebizonyításáért, miszerint a legkisebb permanensű duplán sztochasztikus mátrix az, aminek minden eleme egyenlő.[8][9]
- 1985:
  - Beck József a számtani sorozatok diszkrepanciájának pontos becsléséért.[10]
  - H. W. Lenstra, Jr. kevés változós egészértékű programozási problémák számgeometriai módszerekkel való megoldásáért.[11]
  - Eugene M. Luks egy polinomiális idejű gráfizomorfizmus-algoritmus megadásáért korlátos fokszámú gráfokra.[12][13]
- 1988:
  - Tardos Éva minimális költségű áramok erős polinomiális időben való meghatározásáért.[14]
  - Narendra Karmarkar a Karmarkar-algoritmusért.[15]
- 1991:
  - Martin E. Dyer, Alan M. Frieze és Ravindran Kannan konvex testek térfogatának véletlen bolyongással való becsléséért.[16]
  - Alfred Lehman a perfekt gráfok elméletének bináris mátrixokra alkalmazható analógiájáért.[17]
  - Nikolai E. Mnev a Mnev-tételért, ami szerint minden szemialgebrai halmaz ekvivalens egy irányított matroid realizációinak terével.[18]
- 1994:
  - Louis Billera egy tér triangulációján értelmezett spline-ok bázisának a meghatározásáért.[19]
  - Gil Kalai a Hirsch-sejtés egy részproblémájának megoldásáért (szubexponenciális korlát az adott dimenziójú és oldalszámú politópok átmérőjére).[20]
  - Neil Robertson, Paul Seymour és Robin Thomas a Hadwiger-sejtés bizonyításáért hat színre.[21]
- 1997:
  - Jeong Han Kim az R(3,t) Ramsey-számok aszimptotikus növekedésének meghatározásáért.[22]
- 2000:
  - Michel X. Goemans és David P. Williamson a szemidefinit programozáson alapuló approximációs algoritmusokért.[23]
  - Michele Conforti, Gérard Cornuéjols és M. R. Rao kiegyensúlyozott bináris mátrixok polinomiális időben való felismeréséért.[24][25]
- 2003:
  - J. F. Geelen, A. M. H. Gerards és A. Kapoor a Rota-sejtés GF(4)-re való bizonyításáért.[26][27]
  - Bertrand Guenin a gyengén páros gráfok tiltott minorokkal való jellemzéséért.[27][28]
  - Satoru Iwata, Lisa Fleischer, Satoru Fujishige és Alexander Schrijver annak bizonyításáért, hogy a szubmoduláris függvények erősen polinomiális idő alatt minimalizálhatóak.[27][29][30]
- 2006:
  - Manindra Agrawal, Neeraj Kayal és Nitin Saxena az AKS-algoritmusért.[31][32][33]
  - Mark Jerrum, Alistair Sinclair és Eric Vigoda a permanens approximációjáért.[33][34]
  - Neil Robertson és Paul Seymour a Robertson–Seymour tételért, ami szerint a gráfminorok halmaza jól részbenrendezett.[33][35]
- 2009:
  - Maria Chudnovsky, Neil Robertson, Paul Seymour és Robin Thomas az erős perfekt gráf tételért.[36][37]
  - Daniel A. Spielman és Shang-Hua Teng lineáris programozási algoritmusok simított elemzéséért.[37][38]
  - Thomas C. Hales és Samuel P. Ferguson a legsűrűbb gömbpakolásra vonatkozó Kepler-sejtés bizonyításáért.[37][39][40]
- 2012:
  - Sanjeev Arora, Satish Rao és Umesh Vazirani elvágó ponthalmazokra és hasonló problémákra vonatkozó közelítések {\displaystyle O(\log n)}-ről {\displaystyle O({\sqrt {\log n}})}-re javításáért.[41]
  - Anders Johansson, Jeff Kahn és Van H. Vu annak az élsűrűségi küszöbnek a meghatározásáért, ami felett egy véletlen gráf lefedhető egy adott kisebb gráffal.[42]
  - Lovász László és Szegedy Balázs sűrű gráfok sorozatainak limeszfüggvényekkel való jellemzéséért.[43]
- 2015:
  - Francisco Santos Leal a Hirsch-sejtést cáfoló ellenpélda előállításáért.[44][45]